# In questo progresso scorsoio
In questo progresso scorsoio è un libro-intervista di Andrea Zanzotto in conversazione col giornalista Marzio Breda; è stato pubblicato presso Garzanti nel febbraio 2009, precedendo di pochi mesi l'uscita di Conglomerati, ultima raccolta di versi pubblicata in vita da Zanzotto.
Le conversazioni sono frutto di incontri tenutisi tra i due nel 2008.

## Titolo
Il titolo del libro prende le mosse da un epigramma (allora inedito) di Zanzotto:
non so se vengo ingoiato

o se ingoio.»
Questi tre versi esprimono, in consonanza coi contenuti di molta parte dell'intervista, le «ultime ansie del poeta», preoccupato da «un volano infernale che gira ed esaspera una certa idea di onnipotenza» (Zanzotto), ma il quale «non si rassegna, scava ancora e scrive».
Sulla scia di questo epigramma e partendo dal suo angolo di Veneto (la natia Pieve di Soligo), Zanzotto guida il lettore nel caos della contemporaneità, toccando tutti i temi a lui più cari con uno sguardo unico sul mondo globale, alla luce della letteratura, dei mutamenti paesaggistico-antropologici, del pensiero politico, della funzione della storia e della religione ieri e oggi.

## Struttura
Dopo una Introduzione di Marzio Breda, l'intervista al poeta di Pieve di Soligo si suddivide in sei temi principali, corrispondenti ai capitoli del libro:
1. Dentro il paesaggio
2. Politica e utopie
3. Tra storia e memoria
4. Dio, la fede, la morale
5. Il linguaggio e il fantasma di Lacan
6. Eros

Nel primo e nel terzo capitolo sono contenute due poesie allora inedite: Fu Marghera, poesia di eco dantesca, e Rio fu, di eco palazzeschiana; entrambe sarebbero confluite, l'autunno successivo, in Conglomerati.